# Diadelia setigeroides
Diadelia setigeroides là một loài bọ cánh cứng trong họ Cerambycidae.